# Беднож, Бартош
Бартош Беднож (пол. Bartosz Bednorz; 25 июля 1994, Забже, Польша) — польский волейболист, доигровщик клуба «Ресовия» и сборной Польши.

## Карьера
Беднож начинал карьеру в польских клубах «Ченстохова» и «Ольштын». Затем выступал за польский клуб «Скра» и итальянскую «Модену».
Летом 2020 года перешёл в российский клуб «Зенит-Казань».